# 柳井郵便局
柳井郵便局（やないゆうびんきょく）は、山口県柳井市にある郵便局。民営化前の分類では集配普通郵便局であった。

## 概要
住所：〒742-8799 山口県柳井市中央2-8-17

### 出張所（局外ATM）
民営化前は以下の場所に出張所としてATMを設置していた。現在も同じ場所にATMがあるが、管理はゆうちょ銀行広島支店となっている。
- ハイパーモールメルクス柳井内出張所

## 沿革
- 1872年1月14日（明治4年12月5日） - 柳井津（やないづ）郵便取扱所として開設[1]。
- 1875年（明治8年）1月1日 - 柳井津郵便局となる。
- 1876年（明治9年） - 為替取扱を開始。
- 1878年（明治11年） - 貯金取扱を開始。
- 1889年（明治22年）10月1日 - 柳井津郵便電信局となる。
- 1890年（明治23年）4月1日 - 柳井郵便電信局に改称。
- 1903年（明治36年）4月1日 - 通信官署官制の施行に伴い柳井郵便局となる。
- 1956年（昭和31年）10月1日 - 電話通話および和文電報受付事務の取扱を開始[2]。
- 1973年（昭和48年）9月25日 - 柳井市柳井から、同市古開作に局舎を新築、移転。
- 1999年（平成11年） - 外国通貨の両替および旅行小切手の売買に関する業務取扱を開始。
- 2006年（平成18年）9月11日 - 日積郵便局（〒742-0199→〒742-0111）、伊陸郵便局（〒742-0299→〒742-0201）、大畠郵便局（〒749-0199→〒749-0102）から集配業務を移管[3]。
- 2007年（平成19年）10月1日 - 民営化に伴い、併設された郵便事業柳井支店に一部業務を移管。
- 2012年（平成24年）10月1日 - 日本郵便株式会社発足に伴い、郵便事業柳井支店を柳井郵便局に統合。
- 2018年（平成30年）3月12日 - 阿月郵便局（〒742-1399→〒742-1353）から集配業務を移管。

## 取扱内容
- 郵便、印紙、ゆうパック、内容証明
- 貯金、為替、振替、振込、国際送金、外貨両替・トラベラーズチェック、国債、投資信託
- 生命保険、バイク自賠責保険、自動車保険
- ゆうちょ銀行ATM
- 柳井市内（〒742-00xx、742-85xx、742-86xx、742-87xx、742-01xx、742-02xx、742-13xx、749-01xx）の集配業務
- ゆうゆう窓口

## 周辺
- 柳井警察署
- 重要文化財 国森家住宅
- ハイパーモールメルクス柳井
- 国道188号

## アクセス
- JR山陽本線 柳井駅から徒歩約3分
- 防長バス 柳井駅前停留所下車
- 山陽自動車道 玖珂ICから南へ約15km
- 駐車場あり：10台